# Stanisław Laskowski (zm. 1661)
Stanisław Laskowski herbu Dąbrowa (zm. w 1661 roku) – referendarz wielki koronny od 1652, wojewoda płocki od 1658, kasztelan podlaski (1652) i warszawski, cześnik łomżyński (1631), sekretarz królewski (1631).
Urodził się w miejscowości Laskowo Jabłoń w powiecie zambrowskim, był synem Bartłomieja Laskowskiego (zm. 1652). Przed 1631 został sekretarzem Zygmunta III Wazy i viceinstygatorem koronnym. Posłował z ziemi łomżyńskiej na sejmy 1632, 1634 i 1638. W czasie powstania Chmielnickiego dążył od rozprawienia się z buntownikami. Podpisał pacta conventa Władysława IV Wazy w 1632 roku. Był członkiem konfederacji generalnej zawiązanej 31 lipca 1648 roku. Podpisał pacta conventa Jana II Kazimierza Wazy w 1648 roku. W sierpniu 1649 odbył popis pospolitego ruszenia ziemi warszawskiej pod wsią Dęby w pobliżu Warszawy. Na sejmie koronacyjnym 1649 roku wyznaczony z Senatu do lustracji dóbr królewskich w Wielkopolsce. W 1651 roku król Jan Kazimierz wyznaczył go jako rezydenta u boku królowej. W latach 1652–1654 brał udział w posiedzeniach Trybunału Skarbowego Radomskiego i Lwowskiego. Laskowski przebywał u boku króla na emigracji. Po wygnaniu Szwedów, w 1658 roku został mianowany wojewodą podlaskim i jeszcze tego samego roku przeniesiono go na urząd wojewody płockiego. 
Kupił między innymi Rykacze, Wierzbowo i inne. Był też właścicielem Laskowca. Ożenił się z Zofią Popowską. Miał syna Zygmunta Laskowskiego i córki: Jadwigę i Konstancję.